# Cầu Đò Hà
Cầu Đò Hà là một cây cầu nhỏ bắc qua sông Rào Cái nằm trên tuyến đường tỉnh lộ 27 cũ nối liền Thành phố Hà Tĩnh với huyện Thạch Hà cụ thể là xã Thạch Hưng và xã Tượng Sơn.

## Lịch sử
- Phòng giao thông huyện Thạch Hà thi công cầu, hoàn thành năm 1976.
- Sập cầu năm 1991.
- Sau sự cố cầu sập, đồng chí Dương Danh Dũng - tổng Giám đốc Tổng công ty xây dựng công trình miền Trung (tiền thân của CIENCO 4) -  cho công ty 479 thi công cầu mới trên cơ sở tận dụng các vật liệu cũ (không đạt tiêu chuẩn xây dựng cầu Bến Thủy) của cầu Bến Thủy và đưa vào sử dụng năm 1992. Sau 20 năm sử dụng, hiện cầu đã và đang xuống cấp nghiêm trọng.

## Sự cố sập cầu
- Xảy ra năm 1991.
- Sự cố sập cầu Đò Hà cũ làm 7 người tử vong.
- Hiện nay ở bên cây cầu hiện tại, vẫn thấy trụ cầu cũ bị sập.
- Bài thơ sập cầu Đò Hà của tác giả Trần Bá Tố (đã qua đời)

```
Một cầu, bảy cống
[
1
]
, bảy hồn ma,
Phát sinh thế nào tính chửa ra,
Xe thồ đường chật, voi làm ổ,
Thay thế năm xưa những ổ gà,
Một ngày đôi bận ta lên tỉnh,
Ngày đến mùa về, tỉnh về ta
[
2
]
,
Chẳng biết vườn xuân ai hái lộc,
Hãy đến quê tôi chốn Đò Hà.
```

## Dự án xây dựng cầu Đò Hà mới
- Đi theo chiều từ TP Hà Tĩnh, thì cây cầu cũ bị sập ở bên trái cây cầu hiện tại và cây cầu đang thi công ở bên phải cây cầu hiện tại.
- Khởi công: tháng 04/2011
- Chủ đầu tư: ủy ban nhân dân huyện Thạch Hà và ủy ban nhân dân TP Hà Tĩnh
- Tổng mức đầu tư: 49.490.165.000 đồng.
- Chiều dài cầu: 144,25 m.
- Chiều rộng: 12 m
- Kết cấu: bê tông và BTCT dự ứng lực có trọng tải thiết kế là HL- 93.
- Đường đầu cầu phía TP Hà Tĩnh có chiều dài 167,17 m và phía Thạch Hà dài 218,84 m.
- Nhà thầu thi công: Liên danh Công ty Cổ phần Dịch vụ & Thương mại Nga Sơn - Công ty TNHH Hòa Hiệp.
- Đơn vị Tư vấn giám sát: Công ty Cổ phần TVTK Cầu lớn - Hầm.
- Dự kiến hoàn thành: 15/10/2012.

## Về tác giả Trần Bá Tố
- Quê quán: xóm 6 (thôn Trung Nghĩa), xã Thạch Thắng, Thạch Hà.
- Là một cựu chiến binh chống Pháp và chống Mỹ.
- Bố là cố Thừa Bằng, một Đảng viên Cộng sản hoạt động bí mật, nhưng năm cải cách ruộng đất đã bị xử tử do bị quy là địa chủ, sau đó Đảng sửa sai, trao cho cụ huân huy chương.